# Zanthoxylum bungeanum
Espèce
Zanthoxylum bungeanum est une espèce de plantes à fleurs de la famille des Rutaceae.
C’est, avec Zanthoxylum simulans, l’une des deux espèces qui produit le poivre du Sichuan ou poivre de Chine.

## Répartition
Zanthoxylum bungeanum est native de Chine où elle est présente sur tout le territoire, et introduite en Ouzbékistan.

## Synonymes
Zanthoxylum bungeanum a pour synonymes, :
- Fagara bungei (Planch.) M.Hiroe
- Zanthoxylum bungei Planch.
- Zanthoxylum fraxinoides Hemsl.
- Zanthoxylum nepalense Babu
- Zanthoxylum nitidum Bunge
- Zanthoxylum piperitum Benn.
- Zanthoxylum usitatum Diels

## Liste des variétés
Selon Tropicos (1 novembre 2020) (Attention liste brute contenant possiblement des synonymes) :
- Zanthoxylum bungeanum var. bungeanum
- Zanthoxylum bungeanum var. pubescens C.C. Huang
- Zanthoxylum bungeanum var. punctatum C.C. Huang
- Zanthoxylum bungeanum var. zimmermannii (Rehder & E.H. Wilson) C.C. Huang